# Asklepios Klinikum Harburg
Das Asklepios Klinikum Harburg ist das Allgemeine Krankenhaus im Hamburger Stadtteil Heimfeld im Bezirk Harburg und ist Bestandteil des inzwischen teilprivatisierten Landesbetriebs Krankenhäuser Hamburg. Insgesamt kümmern sich etwa 2.500 Mitarbeiter um die Gesundheit der Patienten. Damit ist das Klinikum das drittgrößte Krankenhaus in Hamburg.

## Geschichte
Das Allgemeine Krankenhaus Harburg wurde 1949 eröffnet, es löste damit das 1861 eröffnete Krankenhaus ab. Der Vorläufer des heutigen Krankenhauses hatte 60 Betten. Das Krankenhaus wurde im Zweiten Weltkrieg fast vollständig zerstört, aus diesem Grund war die Eröffnung des neuen Krankenhauses in den Räumen der ehemaligen Dominik-Kaserne notwendig.
Seit 2014 ist der Neubau eröffnet. Dort findet man neben einer modernen zentralen Notaufnahme auch das Herzkatheterlabor mit Hybrid-OP sowie die Intensivbereiche.
Im Mai 2017 gestaltete der Tostedter Künstler Erwin Hilbert, nach einer lebensrettenden Erfahrung im Asklepios Klinikum Harburg, den „Raum der Stille“ und die Kardiologie mit seinen Bildwerken. Der Andachtsraum wurde im Januar 2017 in der ersten Etage im Haus 8 des Klinikums eröffnet.
Die Klinik ist akademisches Lehrkrankenhaus der Universität Hamburg.
Zwischen 2015 und 2018 war die Klinik einer der Schauplätze der Doku-Soap „Die Babystation – Jeden Tag ein kleines Wunder“.

## Organisation
Das Asklepios Klinikum Harburg beherbergt unter seinem Dach ein breites Spektrum medizinischer Fachbereiche. Sie gehört zum inzwischen teilprivatisierten Landesbetrieb Krankenhaus Hamburg, welche zu 74,9 % im Besitz des Krankenhaus-Unternehmens Asklepios Kliniken ist und heute unter dem Namen Asklepios Kliniken Hamburg GmbH firmiert.

## Patientenaufkommen
Das Klinikum verfügt über 926 Betten und 128 tagesklinische Plätze. Die Notaufnahme versorgt jährlich etwa 47.000 Fälle – damit ist das Harburger Asklepios Klinikum das drittgrößte Krankenhaus in Hamburg.

## Fachabteilungen
- Allgemein- und Viszeralchirurgie

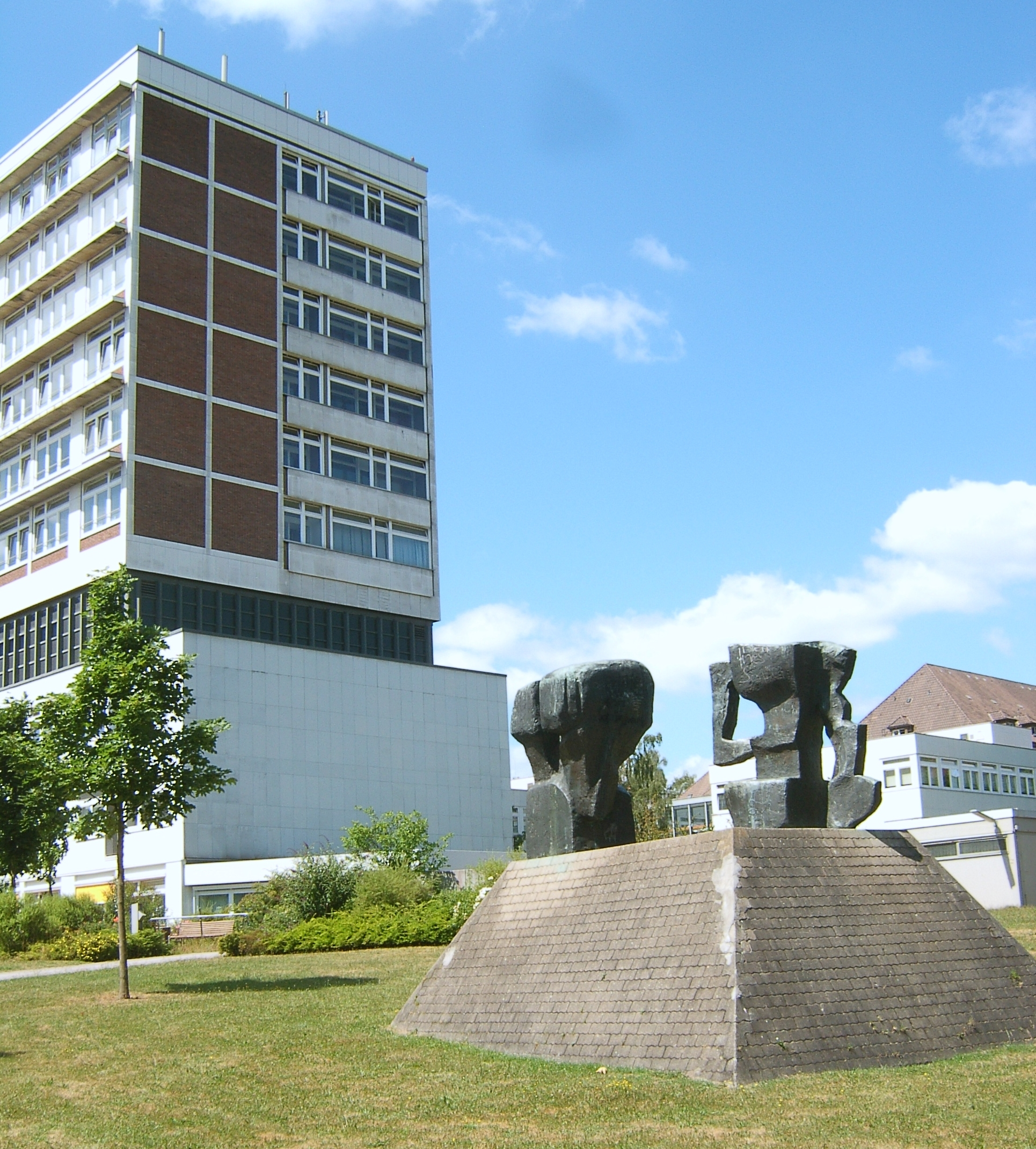
Asklepios Klinikum Harburg, 2006

- Anästhesie, Intensivmedizin, Notfallmedizin, Schmerztherapie
- Beatmungszentrum
- Gastroenterologie
- Gefäßchirurgie und endovaskuläre Chirurgie
- Geriatrie
- Hals-Nasen-Ohren-Heilkunde
- Herzchirurgie
- Innere Medizin
- Kardiologie
- Kinder- und Jugendpsychiatrie
- Nephrologie
- Neurochirurgie
- Neurologie
- Onkologie
- Plastische, rekonstruktive- und Handchirurgie
- Orthopädie und Unfallchirurgie
- Pneumologie
- Psychiatrie, Psychotherapie, Psychosomatik
- Radiologie
- Thoraxchirurgie
- Urologisches Zentrum
- Wirbelsäulenchirurgie
- Zentrale Notaufnahme

## Verkehrsanbindung
Das Klinikum erreicht man mit dem Pkw über die A1 Ausfahrt Hamburg-Harburg oder über die A7 Ausfahrt Hamburg-Heimfeld.

Über den Hamburger Hauptbahnhof besteht die Möglichkeit, die S-Bahn S3/S5 Richtung Hamburg-Heimfeld zu nehmen. Von dort aus ist das Klinikum mit den Buslinien 42, 146 und 543 an der Haltestelle AK Harburg zu erreichen.
Die Häuser 12 und 16 (Kinderpsychiatrie und Psychiatrie) erreicht man am besten mit der Linie 142, Haltestelle Lühmannstr.